# Café Quijano
Café Quijano est un groupe musical espagnol de pop formé en 1996 à Leon composé de trois frères Manuel, Oscar et Raúl Quijano.
En 1998 le groupe sort son premier album intitulé Café Quijano et réalise une tournée en Espagne.
En 1999 Café Quijano sort un second album sous le nom La extraordinaria paradoja del sonido Quijano.
En 2001 sort le troisième album du groupe intitule La taberna del Buda.
En 2003 sort Que grande es esto del amor le quatrième album du groupe.

## Discographie
- 1998 - Café Quijano
- 1999 - La Extraordinaria Paradoja del Sonido Quijano
- 2001 - La taberna del Buda
- 2003 - ¡Que Grande es esto del Amor!